# Josef Lachman
Josef Lachman es un deportista checoslovaco que compitió en ciclismo adaptado en la modalidad de ruta. Ganó una medalla de plata en los Juegos Paralímpicos de Seúl 1988 en la prueba de ruta 60 km (clase LC3).

## Palmarés internacional
| Juegos Paralímpicos | Juegos Paralímpicos  | Juegos Paralímpicos | Juegos Paralímpicos |
| Año                 | Lugar                | Medalla             | Prueba              |
| ------------------- | -------------------- | ------------------- | ------------------- |
| 1988                | Seúl (Corea del Sur) | Medalla de plata    | Ruta 60 km LC3      |